# 番茶

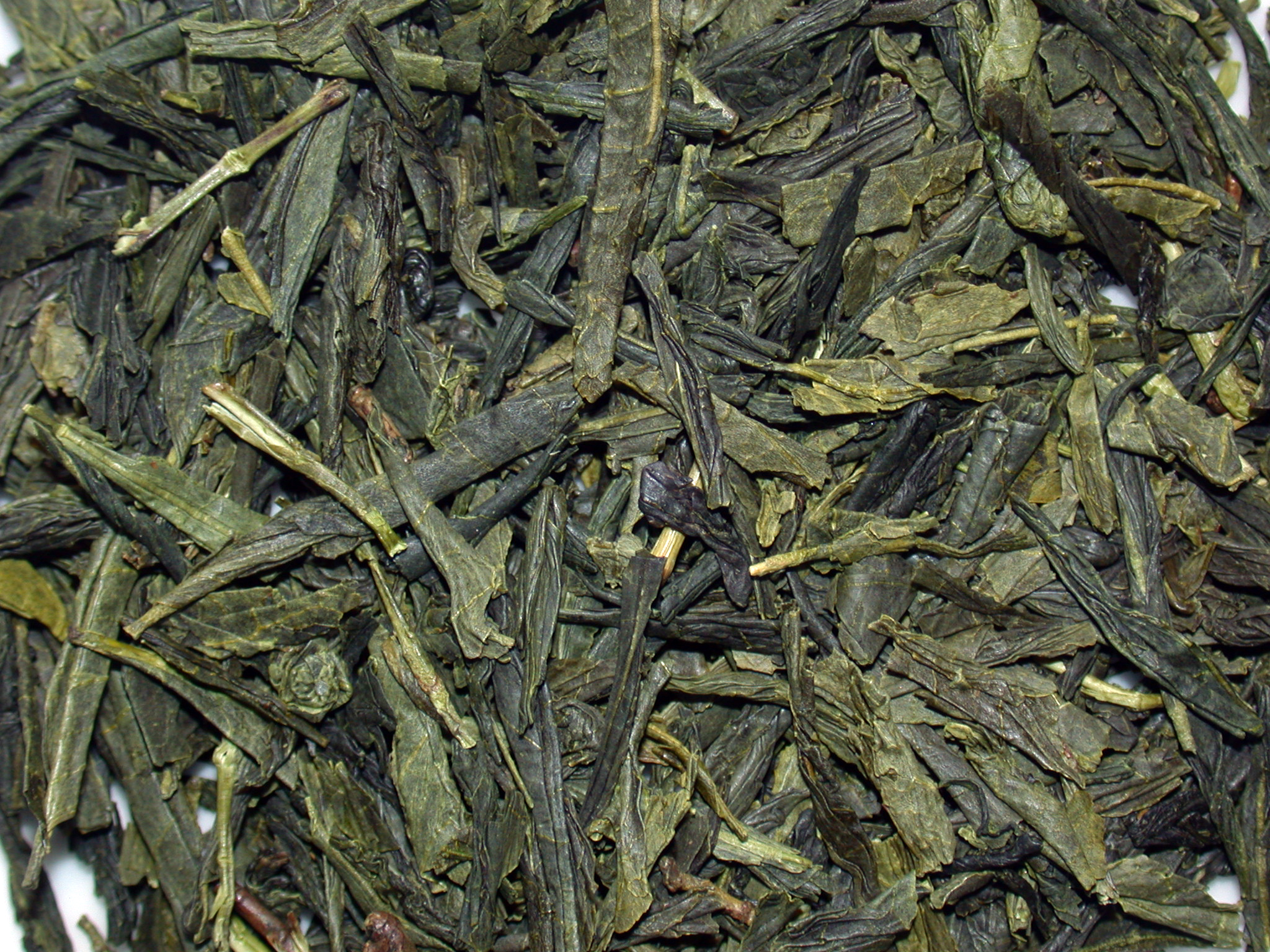
番茶の茶葉（その一例）

番茶（ばんちゃ）とは、日本で飲まれる緑茶の一種。市場流通品では規格外、低級品のお茶を指す。普段使いのお茶、地場産、自家製のお茶の総称を番茶と呼ぶ場合もある。
製法は煎茶とほぼ同一であるが、原料として夏以降に収穫した茶葉（三番茶・四番茶）、次期の栽培に向けて枝を整形したときの茶葉（秋冬番茶）、煎茶の製造工程ではじかれた大きな葉（川柳）などを用いている。煎茶のように若葉ではなく成長した葉を原料とするため、タンニンが多めで、逆にカフェインは少なめになっている。味は淡泊でさっぱりとした飲み口だが、渋みを含む。地方によっては原料の収穫時期や製法を変えている所もある。香ばしい風味を出すために茶葉を乾煎りし、ほうじ茶として飲まれることも多い。
番茶が、どのような色合いの茶飲料や茶葉の加工法を言うかは、地方により異なる。東京都や静岡県では深緑色の煎茶であるのに対して、北海道や、京都府（京番茶）は茶色のほうじ茶である。
なお、東北地方においても「番茶」とは「ほうじ茶」全般を指すことが多い。石川県においての番茶は茶の茎をほうじた棒茶を指す。「京番茶」も独特の製法によるほうじ茶を指し、使用される茶葉は「番茶」とは限らない。

## 由来と歴史
番茶の名称の由来としては以下の2つの説がある。
1. 番傘、おばんざい（御番菜）などの言葉に使われるように「番」には「普段の」「日常的な」という意味があるので、高級品ではない日常的に飲まれるお茶という意味で名づけられた。
2. 一番茶、二番茶を摘んだあとの遅い時期に収穫される事から晩茶と呼ばれ、後に変化して番茶となった。

お茶の産地に限らず、根の強いチャノキは有用な境木として多くの地域で植えられていた。また、祭礼の際に植樹する風習がある地域もあり、そういった茶葉を利用して自家製の番茶は全国で作られていた。
江戸時代の中期までは、一般に出回る茶のほとんどは現在の基準で考えると番茶であったといわれている。製法や品質に対する工夫が施されて煎茶が出回るようになったのはそれ以降の時代になる。現在の番茶は煎茶の製法に準拠したものであるが、煎茶の製法が標準化されたのは比較的近年である。明治時代に煎茶の生産が増えて高級品の輸出が奨励され、低級品の煎茶が国内消費に回されたことで、煎茶が番茶として普及したとの推測もある。
このため、各地に古くから伝わる伝統的な番茶には様々な製法で作られたものがあり、茶の木から葉を摘み取って自然乾燥させただけの薬草茶の様なものから中国茶のような発酵茶（碁石茶や阿波番茶）まで存在する。

## 飲用と効用
実際の栄養価は、原料茶葉の栽培条件、生育環境、収穫時期、品種などで異なるため記載されている値は代表値である。
チャの葉や種子のテアサポニン(theasaponin)類、アッサムサポニン(assamsaponin)類には小腸でのグルコースの吸収抑制等による血糖値上昇抑制活性が認められた。
動物実験で日本茶、特に番茶、中でも多糖類（ポリサッカライド）を有効成分とする番茶冷浸エキスでの血糖降下作用が認められた。

## 地方に伝わる色々な番茶

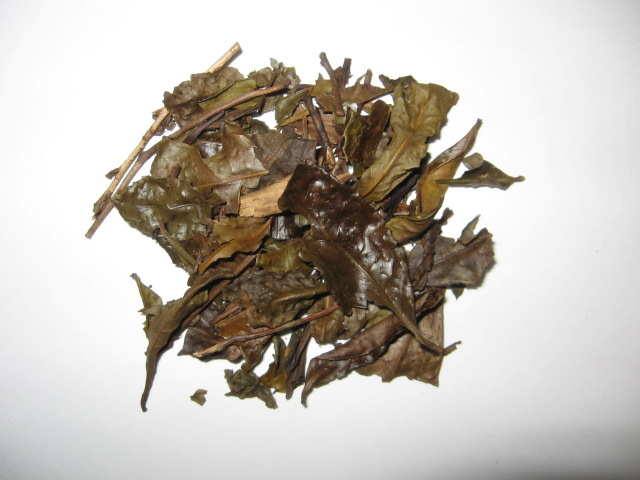
吉野の日干番茶

吉野の日干（にっかん）番茶

奈良県吉野地方で古くから伝わっている番茶である。これは「天日干し番茶」とも呼ばれている。摘み取った茶葉をよく蒸し、その後長ければ1日以上天日でしっかりと乾燥させ、その後焙じて出来上がりとなる。機械で揉みながら乾燥させるものに比べると香りが高く、渋味が少なくあっさりとした味わいになる。また、葉の形がそのまま残っていることもこの製法の特長である。したがって、これは実際には「焙じ番茶」の一種ということになる。
美作の日干番茶
岡山県美作市（旧美作町、旧作東町）に伝わっている番茶。「美作番茶」ともいわれている。土用の暑い日（7月中旬 - 8月中旬）、枝ごと刈ったお茶の葉を大きな鉄釜で蒸すように煮る。むしろの上に煮たお茶を広げ、煮汁をかけながら太陽の光で干す。日干番茶は煮汁をかけて天日で干した番茶は煮汁の茶渋の飴色に輝いていることから“日干（にっかん）番茶”とも呼ばれている。
陰干し番茶
福井県勝山市に製法が伝わっている番茶。秋に茶の枝を鎌で刈り、縄ですだれのように編んで軒先に吊るしておくだけの、陰干し番茶がある。飲む前に鍋で軽く炒って煮出すもので、ちょうど薬草と同じ方法で利用されている。
阿波晩茶
かつては阿波番茶と書き、番茶の一種とされていたが、乳酸菌発酵させるなど製法が全く異なり、現在は「晩茶」あるいは「ばん茶」と表記されるようになっている。

## ことわざ
鬼も十八、番茶も出端（でばな）
『広辞苑』によると、出花（でばな）が正しい。出だしの香しさを表す。「醜い鬼も年頃になればそれなりに美しく見え、粗末な番茶も湯をついで出したばかりは味わいがよい」という意味で、醜い女性も年頃なら美しく、人の情も解する事を指す。古くは男女両方に用いた。類義語として「鬼も十七、茨（いばら）も花」「鬼も十七、番茶も煮花」「鬼も十七、番茶も煮端」「南瓜（かぼちゃ）女も一盛り」。